# 梅尼斯內克鎮區 (北卡羅萊納州赫德福德縣)
梅尼斯內克鎮區（英語：Maneys Neck Township）是位於美國北卡羅萊納州赫德福德縣的一個鎮區。

## 地方資料
梅尼斯內克鎮區的面積為158.50平方千米，皆為陸地。根據2020年美國人口普查的數據，當地共有人口1159人，而人口密度為每平方千米7.31人。